# Hylesia pachobex
Hylesia pachobex är en fjärilsart som beskrevs av Paul Dognin 1920. Hylesia pachobex ingår i släktet Hylesia och familjen påfågelsspinnare. Inga underarter finns listade i Catalogue of Life.